# Héctor Garzó Vicent
Héctor Garzó Vicent   (Paterna, 9 de juny de 1998) és un pilot de motociclisme valencià que va guanyar el Campionat del món de MotoE del 2024.

## Carrera esportiva

### Primers anys

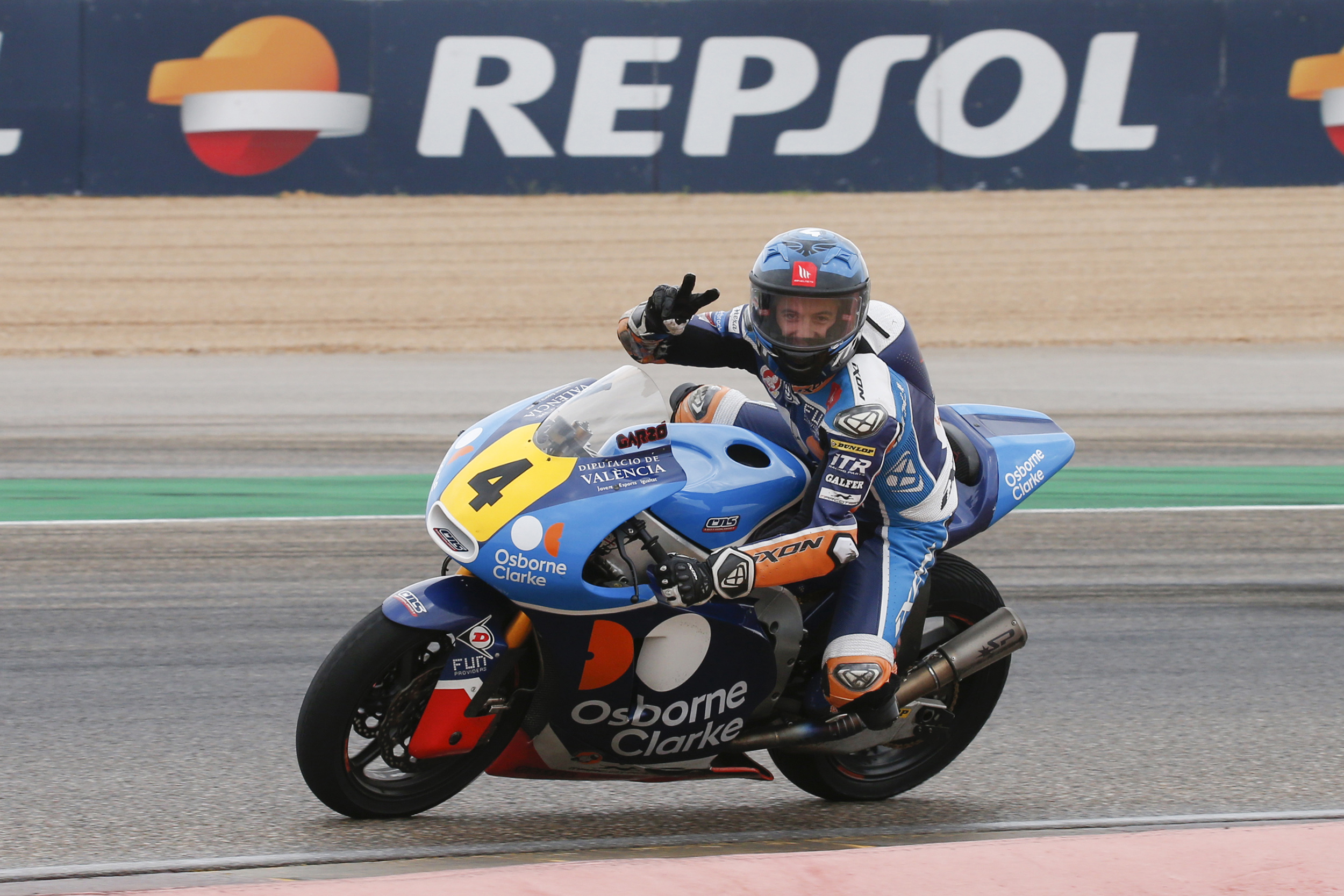
Garzó al MotorLand Aragón en guanyar la cursa del FIM CEV Moto2 del 2019

El 2016, Garzó va competir al Campionat del Món FIM JuniorGP (anomenat aleshores FIM CEV) de Moto3 sense aconseguir cap punt. La temporada següent va passar al Campionat d'Europa de Moto2 amb més èxit, ja que aconseguí un segon lloc i tres de tercers i acabà la temporada en quart lloc final. El 2018, continuant al mateix campionat, va aconseguir dos tercers llocs al Motorland Aragón i va guanyar la seva primera cursa de la categoria a Albacete. Encara va aconseguir un podi més, un segon lloc a Xest, i acabà el campionat en tercer lloc.
Durant la temporada del 2019 va guanyar dues curses, una a Aragó i l'altra a Albacete, i va obtenir sis segons llocs, acabant la seva darrera temporada al Campionat d'Europa com a subcampió, a 38 punts del campió Edgar Pons.

### Mundial de motociclisme

#### Tech3 Racing (2017-2019)

##### Moto2 (2017-2018)
El 2017, Garzó va debutar al mundial en la categoria de Moto2 al Gran Premi d'Alemanya amb l'equip Tech3 Racing en substitució del lesionat Xavi Vierge, però es va haver de retirar. La temporada del 2018 va córrer tres Grans Premis més en substitució del lesionat Remy Gardner, però no va aconseguir punts en cap de les tres curses (Jerez, Le Mans i Mugello).

##### MotoE (2019)
El 2019, Garzó debutà a la Copa del Món de MotoE amb l'equip Tech3. Va fer una bona temporada, amb un quart lloc a Alemanya, dos segons llocs en les dues rondes de Misano i un segon i tercer lloc a Xest, tot i que va ser desqualificat de la primera cursa per dur els pneumàtics amb la pressió massa baixa. A causa d'aquesta desqualificació no va poder lluitar pel títol i va acabar la temporada en quarta posició.

#### Moto2 amb Flexbox HP40 (2020-2021)
Garzó va disputar la seva primera temporada completa a Moto2 el 2020 en entrar a l'equip Flexbox Pons Racing com a company de Lorenzo Baldassarri. El valencià va fer una temporada digna, acabant entre els 10 primers en cinc curses, amb el seu primer podi a la categoria inclòs (un segon lloc a Xest). Va acabar la temporada en setzè lloc de la general i segon entre els debutants.
El 2021, amb el mateix equip, Garzó va protagonitzar una temporada deslluïda i només va poder acabar una cursa entre els deu primers, acabant el campionat en vint-i-tresena posició. Pons Racing no li va prorrogar el contracte.

#### MotoE (2022-2024)
Després de la decebedora temporada a Moto2 del 2021, Tech3 va tornar a fitxar Garzó per a la Copa del Món de MotoE del 2022. Garzó fou el pilot titular de l'equip, on tenia de company el també valencià Àlex Escrig. Va protagonitzar una temporada regular, sumant punts en totes les curses -tret d'una en què es va retirar- i va acabar novè a la classificació final. Va combinar el campionat del món amb l'europeu FIM Moto2, on va quedar onzè.
El 2023, Garzó va canviar a l'equip Dynavolt Intact GP com a company d'equip de Randy Krummenacher. Aconseguí una victòria a la segona cursa del Gran Premi d'Alemanya i acabà la temporada en quarta posició.
El 2023, un cop acabada la temporada de MotoE va córrer, com a pilot de substitució, al Gran Premi d'Aragó del Campionat del Món de Supersport amb la YZF-R6 de l'equip Yamaha Thailand Racing. Després de retirar-se a la primera cursa, no va participar en la segona. Aquell any també va participar en les dues proves  disputades a Xest del FIM Moto2 amb una NTS de l'equip MMR Racing. De nou a Xest i amb la NTS, va participar en el darrer Gran Premi del mundial en la categoria de Moto2, tot i que es va haver de retirar.

##### El mundial de 2024
La temporada del 2024, Garzó continuà amb l'equip Dynavolt Intact GP amb Lukas Tulovic com a nou company d'equip. En la primera prova de la temporada, a Portugal, va obtenir dos segons llocs. En la següent prova, França, va aconseguir la pole position, la primera de la seva carrera, però es va retirar en ambdues curses. A la primera cursa del Gran Premi dels Països Baixos va aconseguir la seva primera victòria de la temporada, la segona de la seva carrera, mentre que en la segona cursa va tornar al podi en tercera posició. A Alemanya va aconseguir el primer doblet de la seva carrera, guanyant la cursa 1 en sec i la 2 en mullat, tot passant a ocupar el lideratge de la classificació provisional del campionat. Després d'un segon lloc a la Cursa 1 a Àustria, va guanyar la Cursa 2, ampliant el seu avantatge sobre els seus perseguidors. El 7 de setembre, al Gran Premi de San Marino a Misano, va acabar la Cursa 1 en quarta posició i amb aquest resultat es va proclamar matemàticament Campió del Món de MotoE.

## Resultats al Mundial de motociclisme

### Per temporada
| Temporada | Categoria | Moto               | Equip                    | Curses | Victòries | Podis | Poles | FLaps | Pts | Posició | Títols |
| --------- | --------- | ------------------ | ------------------------ | ------ | --------- | ----- | ----- | ----- | --- | ------- | ------ |
| 2017      | Moto2     | Tech3 Mistral 610  | Tech3 Racing             | 1      | 0         | 0     | 0     | 0     | 0   | NC      | –      |
| 2018      | Moto2     | Tech3 Mistral 610  | Tech3 Racing             | 3      | 0         | 0     | 0     | 0     | 0   | 39è     | –      |
| 2019      | MotoE     | Energica Ego Corsa | Tech3 E-Racing           | 6      | 0         | 3     | 0     | 1     | 69  | 4t      | –      |
| 2020      | Moto2     | Kalex Moto2        | Flexbox HP40             | 15     | 0         | 1     | 0     | 2     | 63  | 16è     | –      |
| 2021      | Moto2     | Kalex Moto2        | Flexbox HP40             | 16     | 0         | 0     | 0     | 0     | 16  | 23è     | –      |
| 2022      | MotoE     | Energica Ego Corsa | Tech3 E-Racing           | 12     | 0         | 0     | 0     | 1     | 86  | 8è      | –      |
| 2023      | MotoE     | Ducati V21L        | Dynavolt Intact GP MotoE | 16     | 1         | 6     | 0     | 4     | 215 | 4t      | –      |
| 2023      | Moto2     | NTS                | Fieten Olie Racing GP    | 1      | 0         | 0     | 0     | 0     | 0   | NC      | –      |
| 2024      | MotoE     | Ducati V21L        | Dynavolt Intact GP MotoE | 16     | 4         | 9     | 2     | 3     | 246 | 1r      | 1      |
| Total     | Total     | Total              | Total                    | 86     | 5         | 19    | 2     | 11    | 695 |         | 1      |

### Per categoria
| Categoria | Temporada                  | 1a Cursa        | 1r Podi           | 1a Victòria     | Curses | Victòries | Podis | Poles | FLaps | Pts | Títols |
| --------- | -------------------------- | --------------- | ----------------- | --------------- | ------ | --------- | ----- | ----- | ----- | --- | ------ |
| MotoE     | 2019, 2022–                | 2019 Alemanya   | 2019 San Marino 1 | 2023 Alemanya 2 | 50     | 5         | 18    | 2     | 9     | 616 | 1      |
| Moto2     | 2017–2018, 2020–2021, 2023 | 2017 Alemanya   | 2020 València     |                 | 36     | 0         | 1     | 0     | 2     | 79  | 0      |
| Total     | 2017–actualitat            | 2017–actualitat | 2017–actualitat   | 2017–actualitat | 86     | 5         | 19    | 2     | 11    | 695 | 1      |

### Curses per any
Barem de puntuació de 1993 ençà:
| Posició | 1  | 2  | 3  | 4  | 5  | 6  | 7 | 8 | 9 | 10 | 11 | 12 | 13 | 14 | 15 |
| Punts   | 25 | 20 | 16 | 13 | 11 | 10 | 9 | 8 | 7 | 6  | 5  | 4  | 3  | 2  | 1  |

(Ids. Grans Premis | Llegenda) (Curses en negreta indiquen pole; curses en  itàlica indiquen volta ràpida)
| Any  | Categoria | Moto     | 1       | 2        | 3        | 4        | 5        | 6       | 7       | 8         | 9       | 10      | 11     | 12      | 13      | 14     | 15      | 16      | 17     | 18      | 19      | 20      | Pos | Pts |
| ---- | --------- | -------- | ------- | -------- | -------- | -------- | -------- | ------- | ------- | --------- | ------- | ------- | ------ | ------- | ------- | ------ | ------- | ------- | ------ | ------- | ------- | ------- | --- | --- |
| 2017 | Moto2     | Tech3    | QAT     | ARG      | AME      | ESP      | FRA      | ITA     | CAT     | NED       | GER Ret | CZE     | AUT    | GBR     | SM      | ARA    | JPN     | AUS     | MAL    | VAL     |         |         | NC  | 0   |
| 2018 | Moto2     | Tech3    | QAT     | ARG      | AME      | ESP 23   | FRA Ret  | ITA 20  | CAT     | NED       | GER     | CZE     | AUT    | GBR     | SM      | ARA    | THA     | JPN     | AUS    | MAL     | VAL DNS |         | 39è | 0   |
| 2019 | MotoE     | Energica | GER 4   | AUT Ret  | SM1 2    | SM2 2    | VAL1 DSQ | VAL2 3  |         |           |         |         |        |         |         |        |         |         |        |         |         |         | 4t  | 69  |
| 2020 | Moto2     | Kalex    | QAT 17  | ESP 12   | ANC Ret  | CZE Ret  | AUT 15   | STY 9   | SM Ret  | EMI 10    | CAT 13  | FRA 12  | ARA 7  | TER Ret | EUR 7   | VAL 2  | POR Ret |         |        |         |         |         | 16è | 63  |
| 2021 | Moto2     | Kalex    | QAT Ret | DOH 16   | POR 8    | ESP Ret  | FRA Ret  | ITA 13  | CAT Ret | GER       | NED DNS | STY Ret | AUT 15 | GBR Ret | ARA Ret | SM 20  | AME Ret | EMI Ret | ALR 12 | VAL Ret |         |         | 23è | 16  |
| 2022 | MotoE     | Energica | ESP1 4  | ESP2 Ret | FRA1 5   | FRA2 8   | ITA1 9   | ITA2 10 | NED1 5  | NED2 · 10 | AUT1 5  | AUT2 8  | SM1 10 | SM2 14  |         |        |         |         |        |         |         |         | 8è  | 86  |
| 2023 | MotoE     | Ducati   | FRA1 2  | FRA2 3   | ITA1 4   | ITA2 6   | GER1 Ret | GER2 1  | NED1 7  | NED2 11   | GBR1 4  | GBR2 5  | AUT1 4 | AUT2 5  | CAT1 3  | CAT2 4 | SM1 2   | SM2 2   |        |         |         |         | 4t  | 215 |
| 2023 | Moto2     | NTS      | POR     | ARG      | AME      | ESP      | FRA      | ITA     | GER     | NED       | GBR     | AUT     | CAT    | SM      | IND     | JPN    | INA     | AUS     | THA    | MAL     | QAT     | VAL Ret | NC  | 0   |
| 2024 | MotoE     | Ducati   | POR1 2  | POR2 2   | FRA1 Ret | FRA2 Ret | CAT1 4   | CAT2 5  | ITA1 3  | ITA2 8    | NED1 1  | NED2 3  | GER1 1 | GER2 1  | AUT1 2  | AUT2 1 | SM1 4   | SM2 7   |        |         |         |         | 1r  | 246 |

Només es va atorgar la meitat dels punts en haver-se completat menys de dos terços de la distància de la cursa (però almenys tres voltes completes).